# Edraianthus glisicii
Edraianthus glisicii là loài thực vật có hoa trong họ Hoa chuông. Loài này được Cernjavski & Soska mô tả khoa học đầu tiên năm 1937.